# Aulacopalpus viridis
Aulacopalpus viridis är en skalbaggsart som beskrevs av Guérin-Méneville 1838. Aulacopalpus viridis ingår i släktet Aulacopalpus och familjen Rutelidae. Inga underarter finns listade.